# Alcis moupinaria
Alcis moupinaria là một loài bướm đêm trong họ Geometridae.